# Europapa
Europapa (nizozemski izgovor: [ˈøːroːˌpɑpaː]; dosl. Eurotata) pjesma je nizozemskog glazbenika Joosta Kleina. Opisana kao "vrlo nizozemska" pjesma u stilu 1990-ih,[tko kaže?] napisana je od strane Kleina zajedno s još šest drugih tekstopisaca.[nedostaje izvor] Objavljena je 29. veljače 2024. i predstavljala je Nizozemsku na Pjesmi Eurovizije 2024., gdje je bila diskvalificirana iz finala zbog toga što je Klein navodno uputio "nezakonite prijetnje" članu produkcijskog tima natjecanja.
Pjesma je opisana kao oda Europi i "pismo" njegovom preminulom ocu,[nedostaje izvor] koji ga je naučio da svijet "nema granica". Bila je dobro prihvaćena među nizozemskim i međunarodnim medijima, uz podršku za poruku pjesme o zagovaranju različitosti, kao i zbog posvete Kleinovom ocu. "Europapa" je postigla komercijalni uspjeh, dosegnuvši prvo mjesto na ljestvicama singlova u Nizozemskoj, Flandriji, Latviji i Litvi, te je postala najstrimovanija natjecateljska pjesma Pjesme Eurovizije 2024. na Spotifyju i YouTubeu.

## Pozadina i pisanje
"Europapa" su komponirali Paul Elstak, Teun de Kruif (Tantu Beats), Thijmen Melissant i Dylan van Dael, a napisali Joost Klein, Donny Ellerström (Maradonnie) i Tim Haars. U intervjuima je Klein izjavio da je pjesma oda Europi i "pismo" njegovom preminulom ocu. Opisana od strane Trouw-a kao "retro happy hardcore", stil pjesme uzima inspiraciju iz 2 Unlimited i Vengaboys, prema Kleinovim riječima, te predstavlja mješavinu između "tipičnog eurovizijskog žanra" i gabbera. Jon O'Brien iz Vulture-a također je primijetio utjecaje Scootera. Pjesma je premijerno izvedena 29. veljače 2024. u posebnom izdanju uživo emisije De Avondshow met Arjen Lubach u 16:45 CET, koju je vodio Arjen Lubach.
Sama pjesma prikazuje siroče "koje želi ispričati svoju priču", što je inspirirano Kleinovim odrastanjem. Prvi stihovi hvale Schengenski prostor i njegove relativno otvorene granice, navodeći da čak i bez putovnice, Klein još uvijek može posjetiti prijatelje preko međunarodnih granica. Sredinom pjesme referira se na pjesmu "Papaoutai" od Stromaea, spominjući stih u kojem pjevač pita gdje je njegov otac. U analizi Ruxandre Tudor sa Wiwibloggsa, pjesma je opisana kao da "utjelovljuje kolektivnu etiku... To je filozofija koja slavi različitost, potiče povezivanje i prihvaća zajedničku ljudskost koja nas sve ujedinjuje". Kraj pjesme donosi tužnu poruku njegovom ocu, u kojoj Klein shvaća utjecaj koji je njegov otac imao na njega.

## Spot i promocija
Uz izdavanje pjesme, istog je dana objavljen i prateći spot. Redatelj videa bio je Véras Fawaz, osobni prijatelj Kleina. Glazbeni video za pjesmu premijerno je prikazan uživo u emisiji De Avondshow met Arjen Lubach u 16:45 CET, a deset minuta kasnije objavljen je na YouTube kanalu Eurovizije. Video je snimljen kod mlina Etersheimer Braakmolen u kneževini Edam-Volendam. U njemu se pojavljuju prošli nizozemski sudionici Eurovizije René Froger (2009., kao dio De Toppers) i S10 (2022.), kao i Emma Wortelboer, nizozemska glasnogovornica za natjecanje 2019. godine, te TikTokeri Appie Mussa i Stuntkabouter. Prema Fawazu, tijekom produkcije opisao je Kleina kao "vrlo teškog" za suradnju. U intervjuu za Algemeen Dagblad, Fawaz je izjavio da je Klein "nekoliko puta iskalio bijes na mom asistentu na setu. Imao sam mnogo svađa s njim tijekom procesa... [prije izlaska], stalno je bilo 'ovo je grozno, ne osjećam ovo, neću ovo izdati'". Fawaz je kasnije Kleina nazvao "kontrolnim manijakom", dodajući da je "biti kontrolni manijak njegova najveća snaga i najveća slabost".
U intervjuima, Klein je izjavio da video prikazuje priču "siročeta koje putuje Europom... pokušavajući se probiti, da ga ljudi upoznaju". Video je snažno inspiriran njegovom životnom pričom, posebno događajem gubitka oca u ranoj dobi. Kraj videa prikazuje obiteljsku fotografiju na kojoj su Klein i njegov otac, zajedno s kućom koja gori; za Kleina, to je predstavljalo godine terapije i "kako te na određenim terapijskim seansama tjeraju da napišeš... dio svoje priče, a zatim ga moraš spaliti kako bi napravio mjesto za novu energiju". U drugom intervjuu koji je dao Fawaz, video, koji uključuje k-pop plesače i utrku skuterima, trebao je predstavljati "utjelovljenje Joostovog filmskog svemira".

## Pjesma Eurovizije 2024.

### Interni odabir
Nizozemski emiter za Euroviziju, AVROTROS, najavio je svoju namjeru sudjelovanja na Euroviziji 2024. 16. svibnja 2023., potvrđujući interni odabir u srpnju. Odbor koji se sastoji od sedam osoba odabrao je deset izvođača za uži izbor; popis je kasnije skraćen na pet izvođača za audicije uživo koje su održane 28. studenog. Dana 11. prosinca, Klein je službeno najavljen kao predstavnik Nizozemske za Euroviziju.

### Na Euroviziji
Pjesma Eurovizije 2024. održala se u Malmö Areni u Malmöu, Švedska, a sastojala se od dva polufinala koja su održana 7. i 9. svibnja, te finala 11. svibnja 2024. Tijekom ždrijeba 30. siječnja 2024., Nizozemska je izvučena za nastup u drugom polufinalu, nastupajući u drugom dijelu programa. Klein je kasnije izvučen da nastupa na 16. i posljednjoj poziciji u polufinalu, nakon norveškog sastava Gåte.
Za Kleinov nastup na Euroviziji, nizozemski komičar Gover Meit bio je imenovan redateljem scenske izvedbe. Prije natjecanja, Meit je tvrdio da će nastup imati jedinstvene aspekte nikad prije viđene na Euroviziji. U nastupu su sudjelovali nizozemski YouTuberi Appie Mussa (u kostimu plavo-žute ptice) i Stuntkabouter, dok je Klein nosio odijelo boje International Klein Blue s pretjeranim ramenima, okružen s dva prateća plesača. Prema Kleinu, Mussin kostim ptice predstavljao je njegovo djetinjstvo i njegovu "unutarnju djecu", a inspiriran je flamanskom dječjom televizijskom emisijom Wizzy & Woppy. Uvodni kadar prikazuje sliku Kleina kako izgovara prve stihove pjesme, dok sljedeći prikazi uključuju slike hrane, zamrznuti ekran Microsoft Windowsa, kadrove iz glazbenog videa pjesme i animacije Kleina. Pred kraj nastupa, Klein izvodi hakken ples, ples povezan s nizozemskim raveovima. Nastup je, prema Trouw-u, prošao toliko brzo da je bilo teško pratiti sve što se događa.
Reakcije na polufinalni nastup bile su pomiješane. Sylvain Ephimenco iz Trouw-a pohvalio je nastup, posebno Kleinovo odijelo, koje je ocijenio kao "samoironiju... imate veseli izgled umjetnika koji se ne želi činiti preozbiljnim... oda našem kontinentalnom domu". Međutim, scenska izvedba i Meit dobili su kritike zbog prevelikih obećanja; Richard van de Crommert iz De Telegraafa izjavio je da obećanje "nije ispunjeno", misleći na nedostatak korištenja proširene stvarnosti. "Europapa" je ipak uspjela osigurati mjesto u velikom finalu, završivši na drugom mjestu s 182 boda, iza izraelske izvođačice Eden Golan.

### Diskvalifikacija
Klein je nakon kvalifikacije izvučen da nastupa peti u finalu, nakon luksemburške Tali i prije izraelske Eden Golan. Dan prije velikog finala, Klein nije sudjelovao u generalnoj probi, iako je bio prisutan na probi parade zastava, s Europskom radiodifuzijskom unijom (ERU) koja je izjavila da neće sudjelovati "do daljnjega" zbog "incidenta" koji se istražuje. Tijekom žirija, koji je održan iste večeri, Klein nije ponovno nastupio, već je korišten njegov polufinalni nastup kao zamjena. Na dan velikog finala, ERU izdaje priopćenje u kojem je objavljeno da Klein neće nastupiti u velikom finalu zbog toga što švedska policija istražuje "pritužbu ženske članice produkcijske ekipe nakon incidenta koji se dogodio nakon njegova nastupa" u drugom polufinalu. Prema švedskoj policiji, Klein je prijavljen zbog "nezakonitih prijetnji". Klein je kasnije preko svog odvjetnika, Jan-Åkea Fälta, negirao bilo kakvu krivnju. Fält je kasnije izdao izjavu u ime Kleina, u kojoj je naveo: "prirodno je da se osjeća obeshrabreno nakon svega što se dogodilo... sve je potpuno izvučeno iz konteksta. Prirodno je da se uzrujao i da zbog toga nije mogao sudjelovati na Euroviziji." Klein je kasnije oslobođen kaznenih optužbi u kolovozu te godine.

## Komercijalni uspjeh
U Nizozemskoj, pjesma je oborila rekord za najviše streamanu pjesmu u jednom danu na Spotifyju unutar zemlje. Dosegla je top 5 pozicije u 10 europskih zemalja i postala najstreamanija pjesma svih pjesama koje su sudjelovale na natjecanju te godine, kako na Spotifyju, tako i na YouTubeu.